# Rhinoestrus purpureus
Rhinoestrus purpureus är en tvåvingeart som först beskrevs av Brauer 1858.  Rhinoestrus purpureus ingår i släktet Rhinoestrus och familjen styngflugor. Inga underarter finns listade i Catalogue of Life.